# ホリデイスポーツクラブ

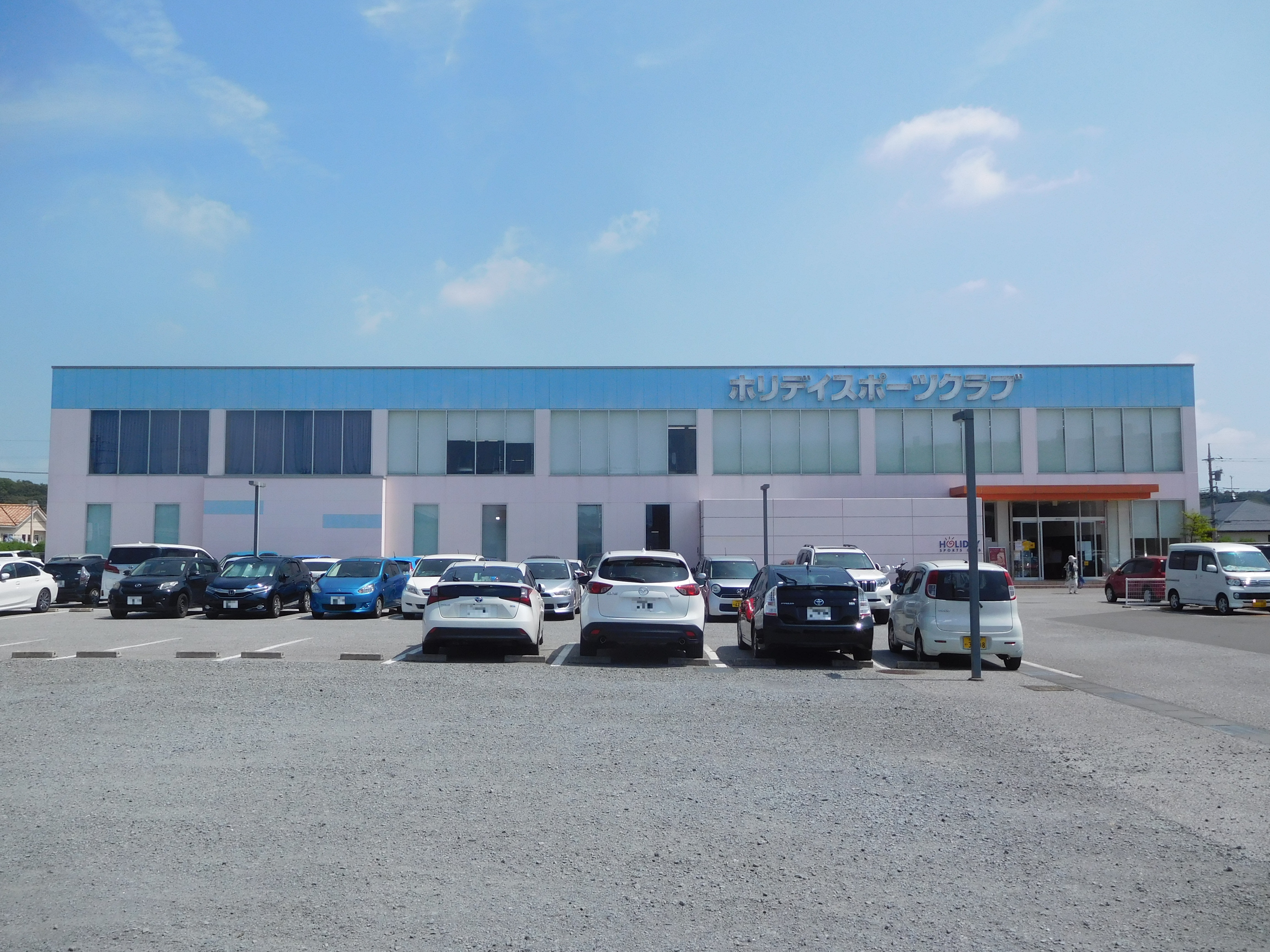
店舗の例（宇都宮店）

ホリデイスポーツクラブは、株式会社東祥が運営するスポーツクラブである。

## 概要
1996年に三河安城第1号店をオープン。その後、中京圏をメインに全国展開していった。店舗の特徴として、完全なロードサイド店舗で、自動車を使う人たちをターゲットとして店舗開発を行っている。

## 店舗
北海道地方
- 函館店
- 旭川店
- 札幌清田店
- 札幌北24条店
- 札幌新発寒店
- 東札幌店
- 苫小牧店

東北地方
- 青森店
- 弘前店
- 秋田店
- 盛岡店

関東地方
- 伊勢崎店
- 前橋店
- 高崎店
- 太田店
- 宇都宮店
- 古河店
- 千葉中央店
- 船橋日大前店
- 市原五井店
- 木更津店
- 鎌ケ谷店
- 桶川店
- 深谷店
- 草加店
- 西一之江店
- 小平店
- 座間林間店
- 海老名かしわ台店
- 相模原店

甲信越地方
- 新潟赤道店
- 新潟弁天橋店
- 長岡店
- 松本店
- 長野店
- 上田店
- 甲府店

北陸地方
- 富山店
- 高岡店
- 金沢店
- 福井店

東海地方
- 沼津店
- 富士店
- 富士宮店
- 浜松店
- 静岡清水店
- 焼津店
- 磐田店
- 豊橋店
- 三河安城店
- 刈谷知立店
- 豊田店
- 一宮店
- 名古屋鳴海店
- 日進長久手店
- 豊川店
- 尾張旭店
- 名古屋中川店
- 岡崎店
- 小牧店
- 岐阜店
- 大垣店
- 四日市店
- 鈴鹿店

近畿地方
- 草津店
- 京都店（京都工業会館跡に2020年開業）
- 奈良店
- 大和高田店
- 泉大津店
- 東大阪店
- 寝屋川店
- 大阪平野店
- 武庫之荘店
- 姫路店
- 和歌山店

中国・四国地方
- 岡山店
- 福山店
- 米子店
- 鳥取店
- 出雲店
- 松江店
- 下関店
- 防府店
- 宇部店
- 松山店
- 高知店

九州地方
- 八幡西店
- 福岡梅林店
- 福岡東店
- 大野城店
- 大牟田店
- 福岡古賀店
- 小倉南店
- 佐賀店
- 大分店
- 熊本北店
- 熊本長嶺店
- 宮崎店
- 都城店
- 鹿児島店
- 霧島店

## 閉鎖した店舗
- 山口店

## 出店が中止された店舗
- 福岡西店
- 山形店
- 橿原店

## イメージキャラクター
- 水野裕子：2012年 -　不明
- 高須みほ：現在 -